# بين الأرض والسماء
بين الأرض والسماء هي سلسلة روايات خيالية للكاتبة الأمريكية ريبيكا روانهورس. وهي تضم حاليًا روايتين: الشمس السوداء (2020) والنجم المحموم (2022).  إنها سلسلة خيالية ملحمية مستوحاة من مُختلف الثقافات الأمريكية ما قبل كولومبوس. فازت الشمس السوداء بجائزة أليكس لعام 2021 وجائزة إغنايت لعام 2021 لأفضل رواية للبالغين؛ رُشحت أيضًا لجائزة لوكوس لأفضل رواية خيالية وجائزة نيبولا لأفضل رواية وجائزة هوغو لأفضل رواية.

## الحبكة

### جلسة
تدور أحداث القصة في عالم يضم أربع مدن عظيمة؛ توفا (في الجبال، مع نهر توفاشا الذي يمر عبر المدينة)، كويكولا (مدينة في البحر مع ميناء)، هوكايا و ... ولدت إحدى الشخصيات الرئيسية، سيرابيو ونشأت خارج المدن في جبال أوبريجي.

### قبل السلسلة
قبل ثلاثمائة عام من القصة الرئيسية، بدأت حرب الرمح بعد أن أصبحت سبيرومان من هوكايا أول سائرة في الأحلام. لقد قادت جيشًا غازيًا عبر قارة ميريديان، لكنها هُزمت في النهاية. في ختام الحرب، أنشأت معاهدة هوكايا مؤسسة المراقبين، وهي مؤسسة شبه دينية في مدينة توفا. اتفقت المدن الأربع الكُبرى على حظر السحر وعبادة جميع الآلهة. في توفا استمرت طائفة أودوها في عبادة إله الغراب سرًا. قبل عقود من القصة، ذبح المراقبون العديد من أفراد عشيرة كاريون كرو في حدث أصبح يعرف باسم ليلة السكاكين.

### شمس سوداء
سيرابيو من عشيرة كاريون كرو مصاب بالعمى والندوب في طقوس دينية. يُصبح التجسد الجديد لإله الغراب. بعد سنوات، يقومون بالتعاقد مع الكابتن شيالا لنقله إلى مدينة توفا من قبل رجل يدعى بلام. يتمرد طاقم شيالا بعد أن علموا أن لديها قوى سحرية. يستدعي سيرابيو جيشًا من الغربان لقتل الطاقم وإنقاذها.
في توفا، يعمل نارانبا ككاهن الشمس (رتبة العرافين، حواء) ورئيس المراقبين. المراقبون الآخرون هم إيكتان، كاهن السكاكين (وسام السكاكين، تسيو)، أباه كاهن المساعدة (وسام جمعية الشفاء، سيجي) وهايسان كاهن السجلات (وسام الجمعية التاريخية، تا ديسا). يتكون المواطنون من أربع عشائر كاريون كرو والنسر الذهبي والثعبان المجنح وواتر سترايدر) وأشخاص بلا عشائر الأرض الجافة والذين يعيشون في جزء من المدينة يُسمى ماو. تموت ياتليزا، زعيم عشيرة كاريون كرو في ظروف غامضة. يعود ابنها أوكوا إلى منزل توفا من المدرسة الحربية في هوكايا ويحاول منع الصراع مع المراقبين. في جنازة ياتليزا، اندلعت أعمال شغب واتُهم أوكوا زورًا بمحاولة اغتيال نارانبا. يستعد المراقبون للحرب مع طائفة أودوها. تطرد نارانبا من منصبها ككاهن الشمس؛ حارسها الشخصي وعشيقها السابق إيكتان  يدعم هذا الإطاحة. نارانبا تطلب المساعدة من شقيقها دينوتشي وزاتايا الساحرة. الكهنة المارقون يقتلون نارانبا. لكن زاتايا تُعيد إحيائها.
شيالا وسيرابيو يصلان إلى توفا. أثناء الكسوف يقتل سيرابيو معظم المراقبين في صن روك. يتفاجأ عندما يكتشف أن نارانبا، كاهن الشمس الحقيقي ليس هناك. يُصاب بجروح خطيرة لكن أوكوا يُنقذه. يبدو أن الوقت يتجمد وتخيم شمس سوداء على توفا مع بداية العام الجديد.

### النجمة المحمومة
في كويكولا، يتعلم بالام مُمارسة المشي في الأحلام، والذي كان محظورًا منذ معاهدة هوكايا. الآن بعد أن مات المراقبون وانتُهكت المعاهدة، ينفتح فراغ في السلطة في قارة ميريديان. يُدعى بلام لاجتماع في مدينة الهوكايا. يُخطط لتعيين عشيرة النسر الذهبي مسؤولة عن توفا. كما أنه يخطط لقتل سيرابيو، الذي لم يكن بقاؤه على قيد الحياة مقصودًا.
في توفا، تلتقي نارانبا مع ديناوتشي. تنوي وضعها كرمز للمقاومة ضد عشيرة كاريون كرو. يعود سيرابيو وأوكوا إلى منطقة كاريون كرو ويلتقيان بأخت أوكوا إيسا رئيسة العشيرة الجديدة. يتشاجر سيرابيو مع قادة كاريون كرو حول خططهم لمستقبل توفا. تذهب شيالاإلى منطقة كرو، حيث تلتقي بإيكتان؛ يهربون من المنطقة معا وينضمون إلى عشيرة النسر الذهبي في رحلتهم إلى الاجتماع في هوكايا. تعلم شيالا أن إيكتان دبر وفاة ياتليزا وأن عشيرة النسر الذهبي كانت وراء محاولة اغتيال نارانبا. تعترف شيالا لإيكتان بأنها نفيت من تيك بعد قتل والدتها. عندما تصل شيالا إلى هوكايا، تعلم أن والدتها لا تزال على قيد الحياة. أُمرت بالعودة إلى تيك، لكنها وافقت على التجسس على والدتها لصالح بلام.
تدعو نارانبا إلى عقد اجتماع لجميع عشائر سكاي ميد، حيث تعيد تأسيس عشيرة كايوتى وتتهم النسر الذهبي بالخيانة. يندلع الصراع ويقتل ديناوتشي. يتقاتل سيرابيو ونارانبا من أجل التعادل في صن روك. نارانبا يشفي جرح سيرابيو ويغادر المدينة. يشكل سيرابيو جيشه الخاص من طائفة أودوها، ويبني قصرًا سحريًا، ويعلن نيته في السيطرة على المدينة بأكملها بدلاً من عشيرة كاريون كرو فقط.

## الأسلوب
هناك أربع شخصيات وجهة نظر في الشمس السوداء: سيرابيو، شيالا، أوكوا، ونارانبا. ينقطع الجدول الزمني الحالي بذكريات الماضي المتكررة. 

## المواضيع الرئيسية
على الرغم من أن شمس سوداء تتميز بالعديد من الشخصيات الكويرية وقد أُشيد بها لشموليتها، أشار أحد المراجعين لقناة ساي فاي إلى أن الشذوذ هو نتاج تفوق البيض واستعمارهم . في العديد من حضارات ما قبل كولومبوس، لا تُعتبر الهويات الكويرية شي مختلف أو منفصل ولكنها تُعتبر أجزاء طبيعية من تلك المجتمعات. تُستخدم شيالا الازدواجية لتسليط الضوء على درجات القبول المتفاوتة بين الثقافات المُختلفة. الشخصيات الأخرى غير ثنائية وتستخدم الضمائر الجديدة، وهذا مقبول في معظم المدن في عالم بلاك صن. 

## الخلفية
بحثت روانهورس في حضارات جنوب شرق آسيا وأمريكا الأصلية وأمريكا الوسطى أثناء كتابتها الشمس السوداء. أرادت أن تكتب رواية تختلف عن السياقات الأوروبية التقليدية لرلوايات الخيالية الملحمية. بدأت بكتابة شخصية شيالا، وذكرت أن "جميع الشخصيات الأخرى بدأت تتجمع معًا" بعد ذلك. 

## التكيف
في ديسمبر 2021، أفيد أن شركة شبكات إيه إم سي ستقوم إنتاج شمس سوداء في مسلسل تلفزيوني مع روانهورسو أنجيلا كانغ كمنتجين تنفيذيين. 

## استقبال
تلقت شمس سوداء مُراجعات نقدية إيجابية مع تصنيف إطرائي من مجمع مراجعة الكتب بوك ماركس بناءً على ثمانية مراجعات مُستقلة.  أشادت تقييمات كيركس بالوصف والمكائد السياسية ووصفه بأنه "الشيء الكبير التالي".  تمت الإشادة بالكتاب لتوصيفه وتسلسل الأحداث،  بالإضافة إلى تصويره الإيجابي والدقيق للشخصيات الغريبة.  أشاد أحد المراجعين لمجلة لوكوس "بوعيها واحترامها" عند كتابة نسخ خيالية من ثقافات السُكان الأصليين. 
تلقت شمس سوداء وكتب روانهورس الأخرى مراجعات مُتباينة من المعلقين الأمريكيين الأصليين. انتقدها البعض بسبب الاستيلاء الثقافي في تصويرها لمجتمعات السكان الأصليين.  وقد أشاد بها آخرون بسبب الأدب الخيالي "غير الاستعماري". 
تلقت النجمة المحمومة مراجعة إيجابية من تقييمات كيركس، والتي وصفتها بأنها "دفعة ثانية ممتازة".  حصلت على مراجعة مميزة بنجمة من مجلة ليبراري جورنال والتي وصفت الرواية بأنها "معقدة بشكل مثير للدهشة".  أعطت أنجيلا ماريا سبرينج الكاتبة في تور.كوم الرواية الثاني مراجعة إيجابية إلى حد ما. أشادت بالحبكة المعقدة وشعرت أن شخصية نارانبا كانت الأقوى بين جميع الشخصيات، لكنها شعرت أن الوتيرة كانت بطيئة وأن الرواية عانت من انفصال سيرابيو عن شيالا. 
| سنة  | جائزة                | جائزة                          | نتيجة | المرجع. |
| ---- | -------------------- | ------------------------------ | ----- | ------- |
| 2020 | جائزة اختيار غودريدز | خيالي                          | رُشِّح   | [ 17 ]  |
| 2020 | جائزة السديم         | أفضل رواية                     | رُشِّح   | [ 18 ]  |
| 2021 | جائزة اليكس          | —                              | فوز   | [ 19 ]  |
| 2021 | جائزة هوغو           | أفضل رواية                     | رُشِّح   | [ 20 ]  |
| 2021 | جائزة إجنايت         | أفضل رواية للكبار              | فوز   | [ 21 ]  |
| 2021 | جائزة لامدا الأدبية  | الخيال العلمي / الخيال / الرعب | رُشِّح   | [ 22 ]  |
| 2021 | جائزة لوكس           | أفضل رواية فانتازيا            | رُشِّح   | [ 23 ]  |

## الملحوظات
1. ↑  Iktan is bayeki, a الجندر الثالث. Iktan's pronouns are xe/xir.